# Tylecodon striatus
Tylecodon striatus är en fetbladsväxtart som först beskrevs av P.C. Hutch., och fick sitt nu gällande namn av H. Tölken. Tylecodon striatus ingår i släktet Tylecodon och familjen fetbladsväxter. Inga underarter finns listade i Catalogue of Life.